# Didone (ópera)
Didone  es una ópera en un prólogo y tres actos, con música de Francesco Cavalli y un libreto en italiano de Giovanni Francesco Busenello, quien posteriormente sería libretista de Claudio Monteverdi. Se estrenó en el año 1641 en el Teatro San Cassiano de Venecia. 
La trama se basa en la Eneida (Libro IV en particular) de Virgilio, aunque Busenello, en su segundo libreto para Cavalli, reemplaza el trágico suicidio de Dido de Virgilio, por un final feliz en el que Dido se casa con Yarbas, rey de los gétulos, quien salva a Dido de ella misma después de que Eneas la abandone. 
En las estadísticas de Operabase aparece con solo 5 representaciones en el período 2005-2010.

## Grabaciones
- Grabación en vivo, en vídeo sobre DVD - 2006 - Teatro Malibran, Venecia - Fabio Biondi, director - Orquesta Europa Galante
Elenco: Claron McFadden, Magnus Staveland, Jordi Domènech, Manuela Custer, Marina De Liso, Donatella Lombardi -  Dynamic cat. 33537. En 2010 se publicó también como un doble CD con signatura: Dynamic CDS 537/1-2.